# Herxheimweyher
Herxheimweyher é um município da Alemanha localizado no distrito de Südliche Weinstraße, no estado da Renânia-Palatinado. É membro da associação municipal de Verbandsgemeinde Herxheim.

## Política
Cadeiras ocupadas na comunidade:
|      | SPD | CDU | Total       |
| 2009 | 4   | 8   | 16 Cadeiras |